# Микеладзе, Леван
Леван Микеладзе (груз. ლევან მიქელაძე, 26 февраля 1957, Тбилиси — 26 апреля 2009) — грузинский дипломат и политик.

## Биография
В 1974 году окончил Тбилисский государственный университет по специальности «экономическая и социальная география».
После окончания ТГУ начал свою дипломатическую карьеру сотрудником посольства СССР в Афганистане. После распада Советского Союза Леван Микеладзе был советником главы Грузии Эдуарда Шеварднадзе.
Защитил докторскую диссертацию в Институте географии Академии наук СССР в Москве, прошёл стажировку по программе Фулбрайта в Центре международной безопасность и контроле над вооружениями в Стэнфордском университете (1994 год).
В 1992—1994 и 1995—1996 годах работал в посольстве Грузии в США,
В 1996—2001 годах работал послом Грузии в Австрии, а также являлся представителем Грузии в работающих в Вене международных организациях, был представителем Грузии в Организации по безопасности и сотрудничеству в Европе (ОБСЕ).
С 2002 по 2006 год Л. Микеладзе служил Чрезвычайным и Полномочным послом Грузии в США, Канаде и Мексике, с 2006 до ноября 2007 года — послом в Швейцарии. Подал в отставку вместе с ещё несколькими дипломатами в знак протеста против политики правительства Михаила Саакашвили, после разгона полицией митинга оппозиции в центре Тбилиси 7 ноября 2007 года.
В феврале 2009 года Л. Микеладзе присоединился к силам оппозиции и стал членом оппозиционного политического объединения «Альянса за Грузию», возглавляемым Ираклием Аласания.
Скоропостижно скончался 26 апреля 2009 года. Семья Левана Микеладзе подозревает, что дипломат умер не естественной смертью. Основание считать так брату дипломата позволяет отказ семье в альтернативной экспертизе. Бывший адвокат семьи Микеладзе Шалва Шавгулидзе подозрительным считает то, что дипломат скончался после того, как к нему приходил какой-то человек.
«Леван ездил к семье в Швейцарию. В это время была ограблена его квартира. Вернее, это было имитацией ограбления. В нем принимали участие два субъекта. Один из них, как явствует их материалов дела, останавливает такси на проспекте Агмашенебели, затем останавливает машину во дворе дома Микеладзе перед его подъездом и входит в подъезд, где остается 15 минут. Выходит из подъезда. Затем из подъезда выходит второй человек. Первый совершил разбойное нападение и проник в квартиру Левана. По показаниям этого человека, он вошел в подъезд и должен был позвонить в разные квартиры, где ему открыли бы дверь, там он и совершил бы разбойное нападение. Но этой версии противоречит то, что рассказывают свидетели и что подтверждается — этот человек не звонил в другие квартиры», — заявил Шалва Шавгулидзе.
По его словам, когда следствие писало обвинительное постановление, в нем не было той части фабулы, где говорится, что этот человек два раза входил в подъезд Левана Микеладзе.
«Это порождает вопросы, и когда на процессе я спросил у следователя, почему не был учтен такой важный факт, я не получил логичного ответа. Следствие было неполноценным. Во время следствия не были учтены все те эпизоды и факты, которые имели место. Через несколько дней Микеладзе вернулся домой и на второй день, по официальной версии, скончался от сердечного приступа», — сказал Шавгулидзе.